# فرانچسکو سانتی
فرانچسکو سانتی (انگلیسی: Francesco Sanetti؛ زادهٔ ۱۱ ژانویهٔ ۱۹۷۹) بازیکن فوتبال اهل ایتالیا است.
از باشگاه‌هایی که در آن بازی کرده‌است می‌توان به باشگاه فوتبال شفیلد ونزدی، باشگاه فوتبال لودیجیانی کالچو، باشگاه فوتبال لاتینا، باشگاه فوتبال جنوآ، و باشگاه فوتبال لیورنو اشاره کرد.